# Henry Briers de Lumey

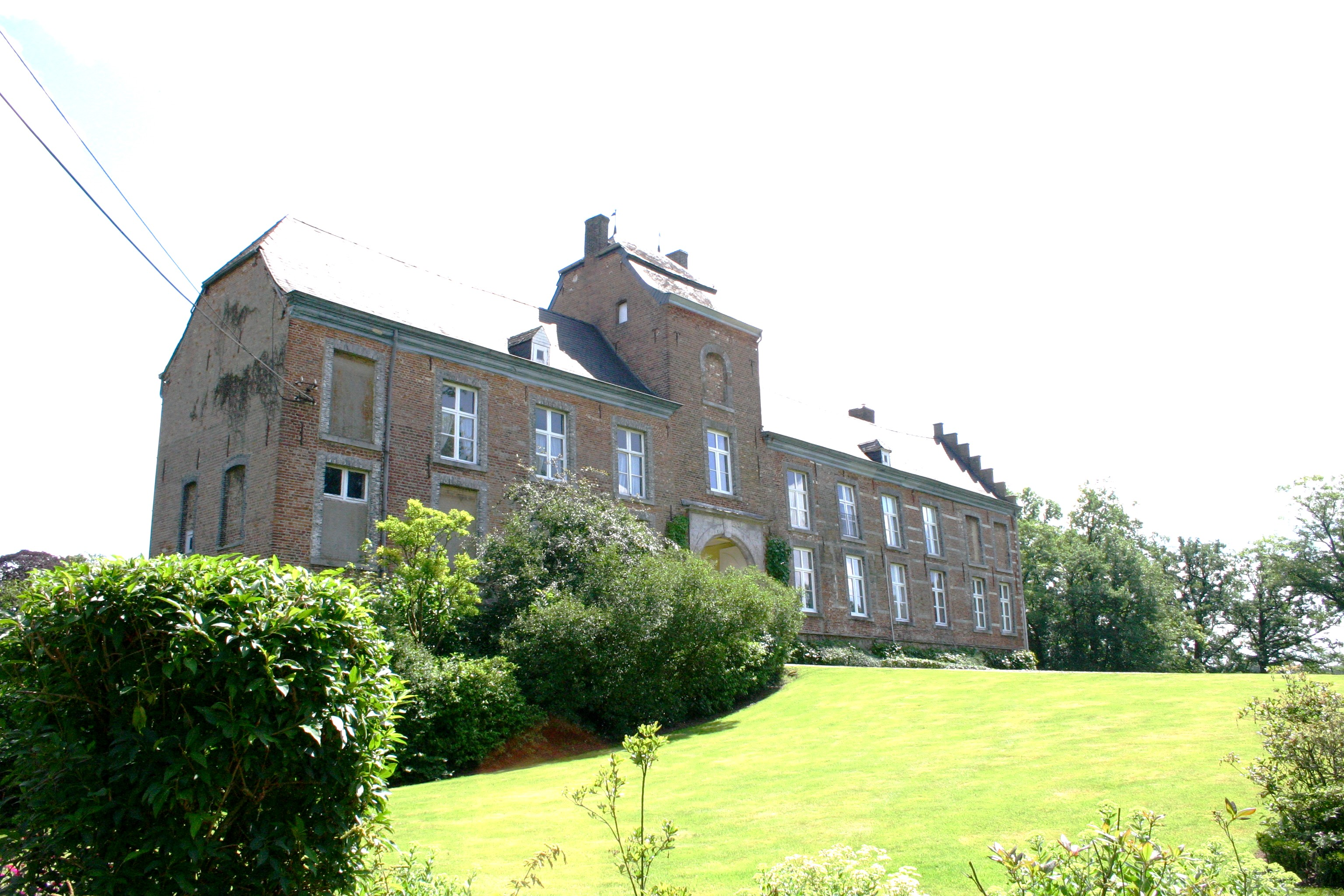
Kasteel De Burg in Lummen

Henry Briers de Lumey  (pseudoniem Georges Virrès) (Nerem, 11 augustus 1869 – Lummen, 21 september 1946) was een Belgisch politicus en Franstalig schrijver.
Hij werd geboren op het kasteel Scherpenberg als de zoon van Frédéric Briers (1837-1911) en Marie Joséphine Jeanne de Corswarem (1846-1929). Zijn jeugd bracht hij door te Nerem en het was pas rond de eeuwwisseling dat men richting Lummen trok. Nadien studeerde hij rechten aan de KU Leuven en liet zich als advocaat inschrijven aan de balie te Tongeren.

## Schrijver en politicus
Briers woonde de rest van zijn leven op het kasteel De Burg, dat zijn familie had verworven via zijn grootmoeder Catherine Henriette Pétronille Palmers (1809-1891). Zij was een dochter van de vroegere eigenaars van het landgoed, gelegen aan de rand van Lummen. De familie Briers zelf had zijn roots in Hasselt.
Hij werd burgemeester van Lummen in 1903 en bleef in functie tot in 1945, hij was tevens provincieraadslid in Limburg (1908-1928). Gedurende die periode had hij te maken met de bezetting door de Duitsers tijdens de beide wereldoorlogen. Zijn verzet tijdens de Eerste Wereldoorlog leidde tot een periode van krijgsgevangenschap. Met het resultaat dat de Duitsers hem tijdens de Tweede Wereldoorlog ook niet waren vergeten. Deze moeilijke periodes alsook het rurale leven kwamen dan ook veelvuldig aan bod in zijn werken. Naast het schrijven van boeken was hij ook actief als medewerker aan tal van tijdschriften.
In 1927 werd hij opgenomen in de Académie royale de langue et de littérature françaises de Belgique. In Lummen werd een straat naar hem genoemd. In 1930 kreeg de familie de toelating om "de Lumey" aan hun naam toe te voegen. 
Hij ligt begraven op het Oud Kerkhof van Hasselt.